# Pablo Javier García
Pablo Javier García Lafluf (Montevideo, 15 aprile 1998) è un calciatore uruguaiano, centrocampista del Plaza Colonia.

## Carriera

### Club
Ha esordito nella massima serie del campionato uruguaiano con il Liverpool Montevideo, giocando 6 partite nella stagione 2015-2016.

### Nazionale
Tra l'aprile ed il giugno del 2016 ha giocato 7 partite amichevoli con la nazionale Under-20 uruguaiana.

## Statistiche
Statistiche aggiornate al 26 gennaio 2019.

### Cronologia presenze e reti in nazionale
| Cronologia completa delle presenze e delle reti in nazionale ― Uruguay under 20 | Cronologia completa delle presenze e delle reti in nazionale ― Uruguay under 20 | Cronologia completa delle presenze e delle reti in nazionale ― Uruguay under 20 | Cronologia completa delle presenze e delle reti in nazionale ― Uruguay under 20 | Cronologia completa delle presenze e delle reti in nazionale ― Uruguay under 20 | Cronologia completa delle presenze e delle reti in nazionale ― Uruguay under 20 | Cronologia completa delle presenze e delle reti in nazionale ― Uruguay under 20 | Cronologia completa delle presenze e delle reti in nazionale ― Uruguay under 20 |
| Data                                                                            | Città                                                                           | In casa                                                                         | Risultato                                                                       | Ospiti                                                                          | Competizione                                                                    | Reti                                                                            | Note                                                                            |
| ------------------------------------------------------------------------------- | ------------------------------------------------------------------------------- | ------------------------------------------------------------------------------- | ------------------------------------------------------------------------------- | ------------------------------------------------------------------------------- | ------------------------------------------------------------------------------- | ------------------------------------------------------------------------------- | ------------------------------------------------------------------------------- |
| 26-1-2019                                                                       | Talca                                                                           | Uruguay under 20                                                                | 1 – 0                                                                           | Paraguay under 20                                                               | Sudamericano Sub-20 2019 - 1º turno                                             | -                                                                               | 90+5’                                                                           |
| Totale                                                                          |                                                                                 | Presenze                                                                        | 1                                                                               |                                                                                 | Reti                                                                            | 0                                                                               |                                                                                 |